# Пильтяй, Мария Захаровна
Мария Захаровна Пильтяй — советский хозяйственный, государственный и политический деятель, Герой Социалистического Труда.

## Биография
Родилась в 1932 году в селе Русанов. Член КПСС.
С 1947 года — на хозяйственной, общественной и политической работе. В 1947—1989 гг. — колхозница, разнорабочая в колхозе имени Октября, доярка совхоза «Русановский» Броварского района Киевской области Украинской ССР.
Указом Президиума Верховного Совета СССР от 22 марта 1966 года присвоено звание Героя Социалистического Труда с вручением ордена Ленина и золотой медали «Серп и Молот».
Делегат XXII, XXIII и XXIV съездов КПСС.
Почетный гражданин Броварского района Киевской области (2002).
Живёт в селе Русанов Киевской области.